# Петропавловская церковь (Иркутск)
Петропа́вловская це́рковь (также Це́рковь святы́х Апо́столов Петра́ и Па́вла, Ла́герная це́рковь 28-го стрелко́вого Сиби́рского полка́) — ныне утраченный православный храм, который был расположен в городе Иркутске на улице Гоголевской (ныне — улица Гоголя). В настоящий момент ведутся работы по восстановлению церкви.
Первоначально деревянная церковь была построена в 1910 году на территории военных лагерей. В 1918 году церковь перевезли в Иркутск. В июле 1918 года Иркутск захватили чехословацкие войска, 6 октября 1918 года заложили Петропавловскую церковь, посвятив её памяти чехословацких войск и войск Сибирского Временного правительства, погибших за освобождение Сибири. 5 июля 1920 года церковь была освящена.
17 ноября 1929 года церковь закрыли. В 1990-е годы церковь была возвращена Иркутской епархии. В 1995 году церковь была демонтирована для реставрации, однако пожар уничтожил все конструкции.